# Анна София Датская
А́нна Софи́я Да́тская и Норве́жская (дат. Anna Sophie af Danmark og Norge, нем. Anna Sophie von Dänemark und Norwegen; 1 сентября 1647, Фленсбург, Королевство Дания — 1 июля 1717, Преттин, Курфюршество Саксония) — принцесса из Ольденбургского дома, дочь короля Дании и Норвегии Фредерика III. Жена курфюрста Саксонии Иоганна Георга III.

## Биография

### Ранние годы

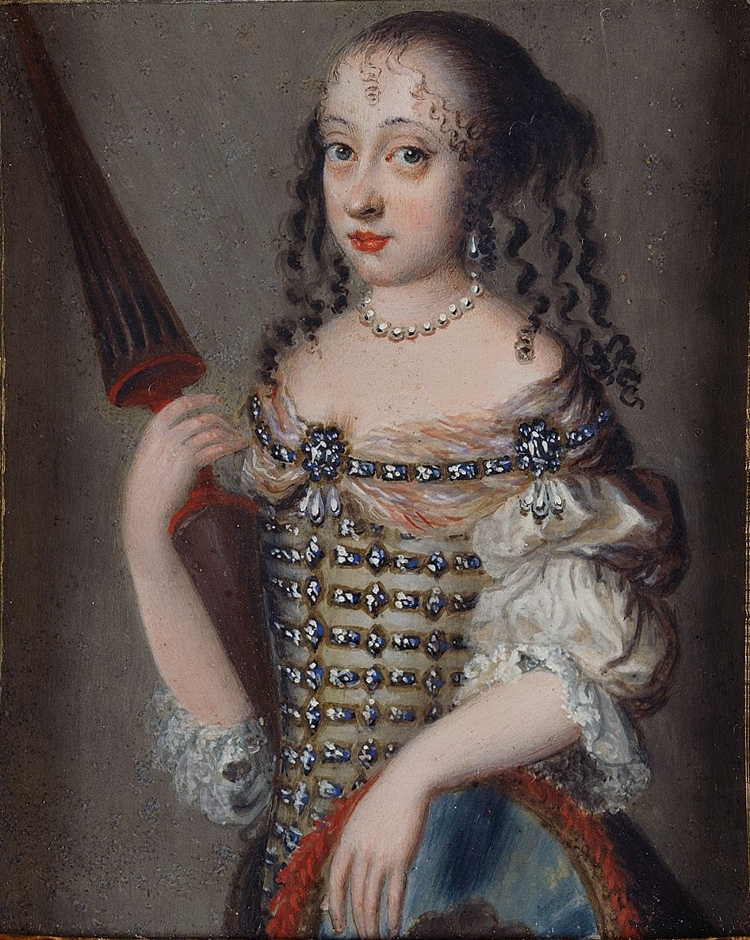
Портрет принцессы в детстве кисти неизвестного

Анна София родилась во Фленсбурге 1 сентября 1647 года. Она была вторым ребёнком и старшей из пяти дочерей в семье датского и норвежского короля Фредерика III и королевы Софии Амалии, урождённой принцессы Брауншвейг-Люнебургской из дома Вельфов. По отцовской линии приходилась внучкой Кристиану IV, королю Дании и Норвегии и Анне Катерине, урождённой принцессе Бранденбургской из дома Гогенцоллернов. По материнской линии была внучкой Георга, герцога Брауншвейг-Люнебурга и князя Каленберга и Анны Элеоноры, урождённой принцессы Гессен-Дармштадтской из Гессенского дома.
Вскоре после рождения Анны Софии умер её дед по линии отца, и, спустя некоторое время, родители принцессы стали новыми королём и королевой Дании и Норвегии. Всего у монаршей четы родились шестеро детей, из которых двое умерли в младенческом возрасте. У принцессы был брат — Георг, принц-консорт Великобритании и три сестры — Фредерика Амалия, герцогиня Гольштейн-Готторпа, Вильгельмина Эрнестина, курфюрстина Пфальца и Ульрика Элеонора, королева Швеции.
Анна София получила хорошее образование. Кроме родного датского языка, она знала латынь, немецкий, французский, испанский и итальянский языки. Принцесса имела привлекательную внешность; у неё были соболиные брови и курносый носик. Воспитанием и образованием принцессы, как и её сестёр, занималась королевская гувернантка Елена фон Вестфален. В 1663 году шестнадцатилетняя Анна София получила свой собственный двор с гофмейстером Эневольдом Парсбергом.

### Брак и семья

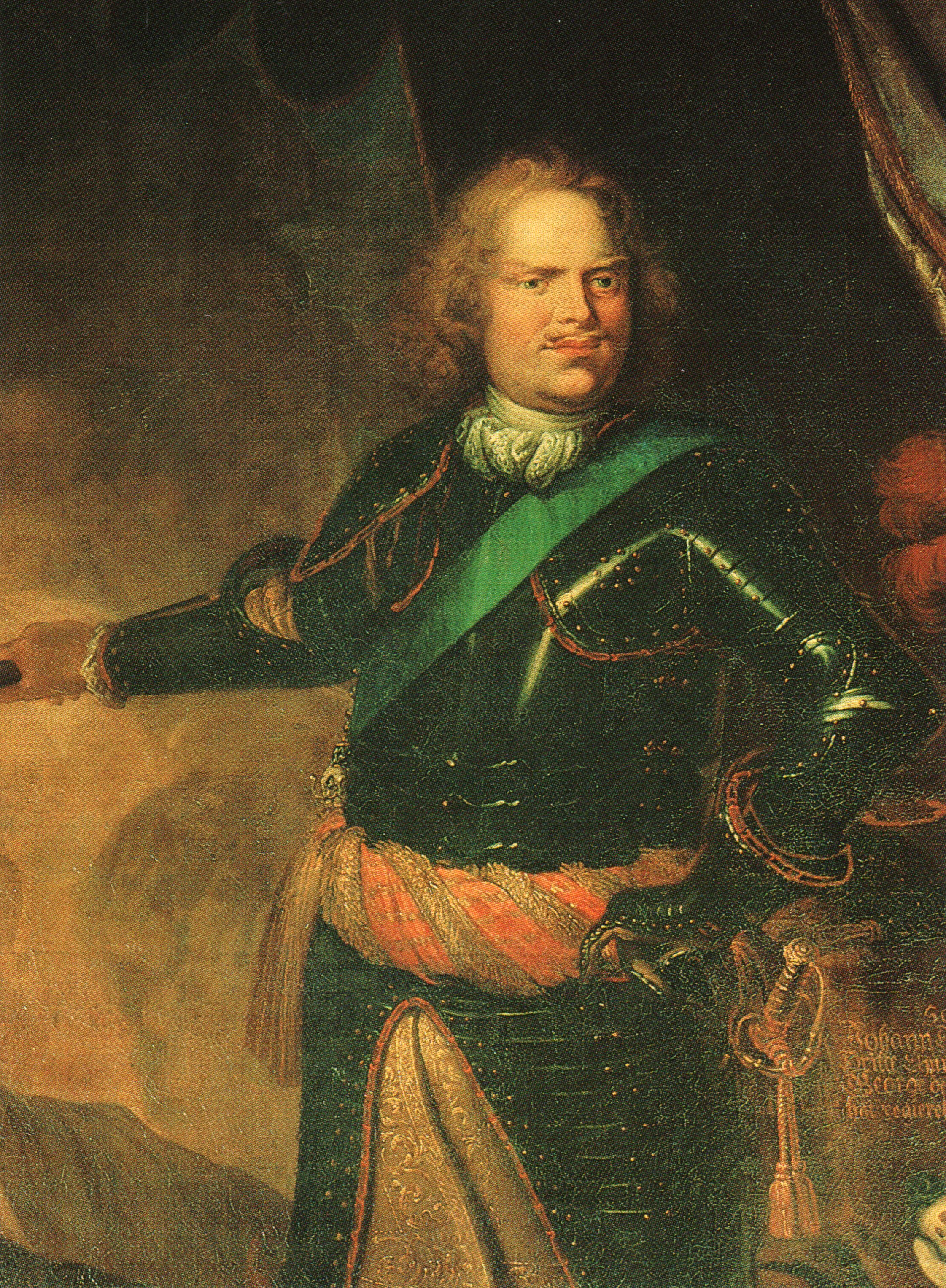
Портрет Иоганна Георга III кисти Ботшильда (1860-е)

В 1662 году были начаты переговоры о браке принцессы с саксонским наследным принцем, будущим курфюрстом Саксонии под именем Иоганна Георга III, который, вместе с матерью, посетил королевский двор в Копенгагене; Анна София и Иоганн Георг были представлены друг другу. Год спустя, вместе с матерью, он снова посетил датское королевство по случаю пятнадцатилетия принцессы и присутствовал на празднике в Копенгагенском замке. 9 октября 1666 года Анна София и Иоганн Георг сочетались браком. В их семье родились два сына:
- Иоганн Георг (18.10.1668 — 28.5.1694), курфюрст Саксонский под именем Иоганна Георга IV c 1691 года, сочетался браком с Элеонорой Саксен-Эйзенахской (13.4.1662 — 9.9.1696), принцессой из Эрнестинской линии дома Веттинов;
- Фридрих Август (22.5.1670 — 1.2.1733), курфюрст Саксонский под именем Фридриха Августа I с 1694 года, король Польши и великий князь Литовский под именем Августа II Сильного с 1697 года, сочетался браком с Кристианой Эбергардиной Бранденбург-Байрейтской (19.12.1671 — 4.9.1727), принцессой из дома Гогенцоллернов.

Сыновья Анны Софии в раннем детстве воспитывались датскими фрейлинами, отправленными в Дрезден из Копенгагена её матерью. Отношения курфюрстины с сыновьями, когда те достигли совершеннолетия, как и с мужем, были сложными. Курфюрст имел внебрачного сына Иоганна Георга Максимилиана. Он был страстным поклонником оперной дивы Маргариты Саликола, которую привёз в Дрезден из Венеции. Возможно, у него была также внебрачная дочь Магдалина Сибилла фон Найдшуц от саксонской дворянки Урсулы Маргариты фон Хаугвиц.
Отец Анны Софии умер 9 февраля 1670 года и на престол взошел её старший брат, ставший датским и норвежским королём под именем Кристиана V. С ним она вела активную переписку, касавшуюся различных политических вопросов. В 1670 году курфюрстина побывала на родине. Во время этой поездки, она посетила, находившуюся в заключении двоюродную сестру, Леонору Кристину Ульфельдт.
Её родная сестра Фредерика Амалия в 1667 году стала герцогиней Гольштейн-Готторпской. В 1702 году Анна Британская, жена её брата, принца Георга, взошла на престол Англии, Ирландии и Шотландии. Она сама стала курфюрстиной Саксонской в 1680 году, а её сестра Ульрика Элеонора в том же году стала королевой-консортом Швеции. Другая сестра, Вильгельмина Эрнестина, вдовствующая курфюрстина Пфальцская, в 1685 году переехала к ней в Дрезден.

### Поздние годы
В 1691 году в Тюбингене во время эпидемии холеры или чумы скончался Иоганн Георг III и был похоронен в соборе Фрайберга. В следующем году, его сын и наследник, новый саксонский курфюрст Иоганн Георг IV стал открыто жить со своей фавориткой и возможной единокровной сестрой Магдалиной Сибиллой фон Найдшуц. Анна София продолжила политику покойного мужа, направленную на разрушение этих отношений. Однако Иоанн Георг IV не желал ничего менять.
Анна София пыталась женить старшего сына на племяннице, датской и норвежской принцессе Софии Гедвиге, но курфюрст отверг это предложение. Наконец, она женила его на принцессе Элеоноре Эрдмуте Саксен-Эйзенахской. Брак оказался крайне неудачным. Иоанн Георг IV не уделял должного внимания супруге. Он оставил её в Хофе — официальной резиденции саксонских курфюрстов, и продолжил жить с любовницей в другом своём дворце. Курфюрст даже попытался убить жену, чтобы сочетаться браком с фавориткой. Детей у супругов не было.
В июне 1693 года любовница родила от курфюрста дочь, Марию Вильгельмину Фредерику. Менее чем через год после этого Магдалина Сибилла заразилась оспой и 4 апреля 1694 года умерла на руках у курфюрста. Иоганн Георг IV умер вслед за ней от той же болезни, и был похоронен в соборе Фрайберга. Его наследник и брат признал незаконнорожденную племянницу.
С 1697 года Анна София занималась воспитанием внука Фридриха Августа, сына Фридриха Августа I и Кристианы Эбергардины Бранденбург-Байрейтской, так, как её младший сын, став польским королём под именем Августа II, перешёл в католичество. По этой причине в саксонских владениях его авторитет сильно уступал авторитету матери и жены, продолживших исповедовать лютеранство. Однако, незадолго до смерти вдовствующей курфюрстины, внук, воспитанный ею в духе протестантизма, тайно перешёл в католичество и впоследствии наследовал польский и литовский троны под именем Августа III.
Овдовев, Анна София поселилась в замке Лихтенбург, где жила вместе с сестрой Вильгельминой Эрнестиной, вдовствующей курфюрстиной Пфальцской. Анна София умерла 1 июля 1717 года в Преттине. Сначала её похоронили рядом с сестрой в замковой церкви святой Анны в барочной гробнице работы Бальтазара Пермозера. 22 сентября 1811 года гробницы Анны Софии и Вильгельмы Эрнестины с их останками были перенесены во Фрайбергский собор.